# Son by Four
Son by Four är en salsagrupp från Puerto Rico, vars musik vanligen klassas som salsa romantica. Texterna är ibland på engelska, ibland på spanska.